# San Marino i olympiska vinterspelen 1992
San Marino deltog med tre deltagare vid de olympiska vinterspelen 1992 i Albertville. Ingen av landets deltagare erövrade någon medalj.

## Alpin skidåkning
- Nicola Ercolani
- Jason Gasperoni

## Längdskidåkning
- Andrea Sammaritani